# Vela Sika
Vela Sika je hrid u Drveničkom kanalu, južno od Marinskog poluotoka. Nalaze se oko 7 km jugoistočno od Trogira, od kopna je udaljena oko 750 metara, a najbliži otoci su joj Tražet (oko 300 m sjeveroisočno) i Kluda (oko 300 metara istočno).
Ukupna površina hridi je 	463 m2, a visina oko 1 metra.

## Vanjske poveznice
|  | Zajednički poslužitelj ima još gradiva o temi Vela Sika |